# Wolfgang Heinz
Pour les articles homonymes, voir Heinz.
Wolfgang Heinz,, nom de scène de David Hirsch, né le 18 mai 1900 à Pilsen (alors dans le royaume de Bohême, en Autriche-Hongrie et aujourd'hui en Tchéquie) et mort le 30 octobre 1982 à Berlin (Allemagne de l'Est), est un acteur et metteur en scène de théâtre autrichien et est-allemand. 
Il a été président de l'Académie des arts de Berlin entre 1968 et 1974.

## Biographie
Né du journaliste et metteur en scène de théâtre Julius Hirsch et de sa femme Camilla, David Hirsch est le demi-frère de Heinrich Theodor Hirsch. Il quitte l'Archiduc Rainer Gymnasium à Vienne à l'âge de 17 ans pour poursuivre une carrière d'acteur. Heinz est exempté du service militaire en raison d'une maladie pulmonaire. Il s'installe en Allemagne, travaillant dans les théâtres de Friedrichroda et d'Eisenach en 1917. Bien qu'il n'ait jamais fréquenté un studio de théâtre, il joue dans des théâtres à Berlin, Hambourg et dans d'autres villes. En novembre 1918, il rejoint la distribution du Deutsches Theater. Il fait ses débuts à l'écran dans le film de 1919 de Joseph Delmont Die Geächteten (de) ; un autre de ses premiers rôles au cinéma fut celui du second sur l'Empusa dans Nosferatu le vampire. Il se marie en 1921, mais sa femme souffre de pleurésie et meurt au bout de six mois. Heinz joue ensuite au Schauspielhaus de Berlin, qu'il quitte en 1923, lorsque des problèmes de voix le contraignent à abandonner sa carrière pendant trois ans. En 1926, Max Reinhardt l'accepte à nouveau au Deutsches Theater, où il commence également à mettre en scène des pièces. Heinz était un ami proche de l'acteur Hans Otto (de) et, sous son influence, devient membre du Parti communiste allemand en 1930.

### Exil
Comme tous les acteurs juifs et de gauche, Heinz est renvoyé de son travail le 27 février 1933. Il part pour les Pays-Bas, d'où il déménage en Grande-Bretagne, puis à Vienne. Il s'installe finalement en Suisse, où — avec de nombreux autres exilés d'Allemagne — il joue au Schauspielhaus de Zürich. En 1938, il commence à mettre en scène des pièces de théâtre. Pendant son séjour en Suisse, Heinz est l'un des fondateurs et le président du Mouvement autrichien libre suisse. Il annule son adhésion au KPD en 1943.
Après la fin de la Seconde Guerre mondiale, Heinz émigre dans la partie de Vienne occupée par les Soviétiques ; en 1946, il rejoint le Parti communiste d'Autriche. Au début, il fait partie de l'ensemble du Volkstheater. En 1948, avec Karl Paryla et Emil Stöhr, il est membre fondateur, de 1948 à 1956, du "Neue Theater in der Scala", un "théâtre ouvrier". Le théâtre tient une ligne communiste et pro-soviétique, et ouvertement défie l'interdiction des œuvres de Bertolt Brecht imposée à Vienne. Heinz rencontre sa seconde épouse, l'actrice autrichienne Erika Pelikowsky, alors qu'il travaillait à la Scala. Il est également actif en tant que metteur en scène au Deutsches Theater depuis 1951. En 1956, après le retrait soviétique d'Autriche, le théâtre ferme. Heinz, Pelikowsky et leur fille Gabriele (née en 1948) déménagent à Berlin-Est.

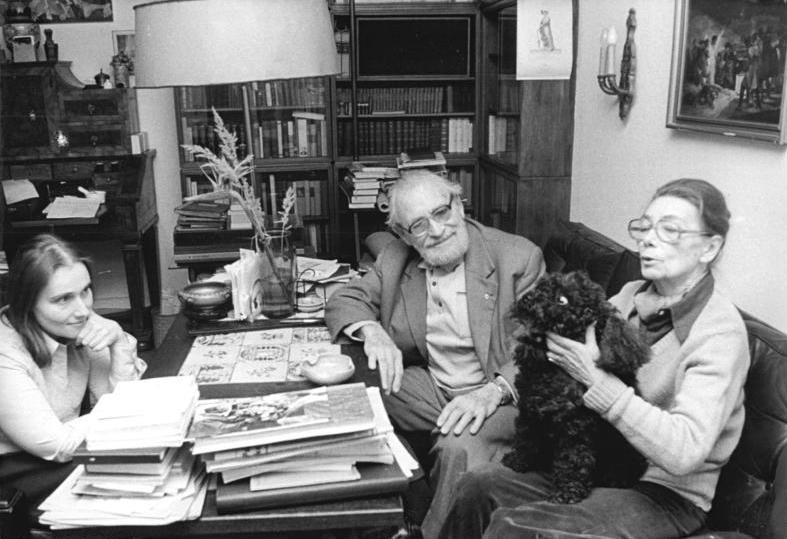
Wolfgang Heinz, sa femme Erika Pelikowsky, leur fille Gabriele et leur chien Cico fêtent ses 80 ans.

En Allemagne de l'Est, Heinz rejoint en permanence la distribution du Deutsches Theatre sous Wolfgang Langhoff. Il apparait dans plus de 300 rôles et est surtout connu pour son interprétation des personnages principaux du Roi Lear, de La Vie de Galilée, de Wallenstein, de Nathan le Sage et du Professeur Mamlock. Il met également en scène 80 pièces et apparait dans plusieurs films DEFA. De 1959 à 1962, il dirige l'École nationale de théâtre de Berlin. En 1960, il devient professeur et membre de l'Académie des Arts. En 1963, il quitte le Parti communiste d'Autriche (KPÖ) et rejoint le Parti socialiste unifié d'Allemagne. La même année, il remplace Langhoff en tant que metteur en scène et directeur du théâtre, occupant ce poste jusqu'en 1969.
En 1966, Heinz est nommé à la tête de l'Association des artistes de théâtre est-allemands (de) (Verband der Theaterschaffenden), poste qu'il occupe jusqu'à sa mort. Entre 1968 et 1974, il est président de l'Académie des Arts. En 1975, il fait sa dernière apparition sur scène, interprétant Nathan le Sage ; par la suite, il est membre honoraire du Deutsches Theater.
Le 30 septembre 1983, les autorités de Berlin-Est lui accordent la citoyenneté d'honneur de la ville de Berlin. Après la réunification allemande, le statut de Heinz est conservé par le conseil municipal, car sa carrière théâtrale dans la capitale a commencé avant le régime communiste et en était indépendante.
Heinz meurt en 1982 et est enterré au cimetière Adlershof (de) à Berlin.

## Filmographie partielle

### Au cinéma
- 1919 : Die Geächteten (de) (Der Ritualmord) de Joseph Delmont : l'étudiant Dimitri Wronski, frère
- 1920 : Die entfesselte Menschheit (de) : Kulicke
- 1922 : Nosferatu le vampire : premier matelot
- 1931 : Homme pour homme : Polly Baker
- 1932 : Ein blonder Traum : Portier
- 1938 : Le Fusilier Wipf : Kriegsgefangener
- 1954 : Der Komödiant von Wien (de) : Franz von Suppe
- 1955 : Gasparone de Karl Paryla : Podesta Nasone
- 1958 : Geschwader Fledermaus : General Lee
- 1961 : Professeur Mamlock (Professor Mamlock) de Konrad Wolf : Professeur Mamlock
- 1972 : Das goldene Ding (it) : Castor
- 1974 : L'Homme nu sur le stade : Professor Hanke

### À la télévision

#### Comme réalisateur
- 1958 : Die kleinen Füchse  (téléfilm)
- 1963 : La Cerisaie  (téléfilm)
- 1977 : Die Letzten (de)  (téléfilm)
- 1981 : Die Mutter  (téléfilm)

#### Comme acteur
- 1958 : Das Tagebuch der Anne Frank (1958) d'Emil Stöhr : Otto Frank (téléfilm)
- 1960 : Licht unter der tür : Cyprien Marescaud (téléfilm)
- 1966 : Der kleine Prinz (de) de Konrad Wolf : König (téléfilm)
- 1966 : Die Ermittlung - Oratorium in 11 Gesängen : Willi Ludwig Schatz, Angeklagter (téléfilm, d'après L'Instruction, sous-titré Oratorio en 11 chants de Peter Weiss)
- 1970 : Nathan der Weise : Nathan (téléfilm)
- 1979 : Die Rache des Kapitäns Mitchell (de) de Christa Mühl : I. B. Watch (téléfilm)

## Récompenses et distinctions
Heinz a reçu l'Ordre du mérite patriotique en 1965 (avec un fermoir honorifique accordé en 1980), le Prix national de la République démocratique allemande en 1968, l'ordre de Karl Marx en 1974 et le Prix Goethe de la ville de Berlin (de) en 1976.

## Postérité
Après sa mort, une bague Wolfgang Heinz est décernée chaque année à de nouveaux jeunes acteurs prometteurs par l'Association des artistes de théâtre. À la suite de la réunification, le droit d'attribuer la bague été transmis au directeur du Deutsches Theater.